# Kota Mori
Kota Mori (森 晃太 Mori Kōta?, Anjō, Aichi, 13 de junio de 1997) es un futbolista japonés que juega como delantero en el Fukushima United F. C.

## Trayectoria

### Clubes
| Club                   | País  | Año       |
| ---------------------- | ----- | --------- |
| Ventforet Kofu         | Japón | 2016-2019 |
| Renofa Yamaguchi F. C. | Japón | 2020-2021 |
| Fukushima United F. C. | Japón | 2021-     |